# Гарибашвили, Григорий Исаакович
Гарибашвили Григорий Исаакович (груз. გრიგორი ღარიბაშვილი; род. 1 мая 1933, Тбилиси) — профессиональный теннисист, тренер, деятель советского и российского спорта.

## Биография
Родился 1 мая 1933 года в Тбилиси. Окончил Тбилисский институт физической культуры. В 1951 году стал финалистом Всесоюзных соревнований среди юношей, в 1955 году — призёром чемпионата Вооруженных Сил СССР в одиночном разряде.
В 1959 году в возрасте 26 лет стал чемпионом Грузинской ССР.
Тренер ДСО профсоюзов Грузинской ССР и Грузии в 1958—1993 гг.
Тренер сборной СССР среди девушек в 1988—1991 гг.
С 1994 года — старший тренер ГБУ ДО г. Москвы спортивной школы олимпийского резерва «МГФСО».
Среди его учеников Нино Луарсабишвили — чемпионка мира 1993 года среди девушек до 14 лет, К. Петросян.